# Pam Whytcross
Pam Whytcross (25 november 1953) is een tennisspeelster uit Australië.
In 1977 werd Whytcross professional, maar al in 1974 speelde ze haar eerste WTA-finale.
In 1978 speelde ze samen met Naoko Satō de dubbelspelfinale van het Australian Open.
In 1983 won ze drie WTA-titels.
Na haar eigen tenniscarrière werd ze mentor van Jelena Dokić. Ook was ze tennisscheidsrechter.